# 安妮·阿瑟姆

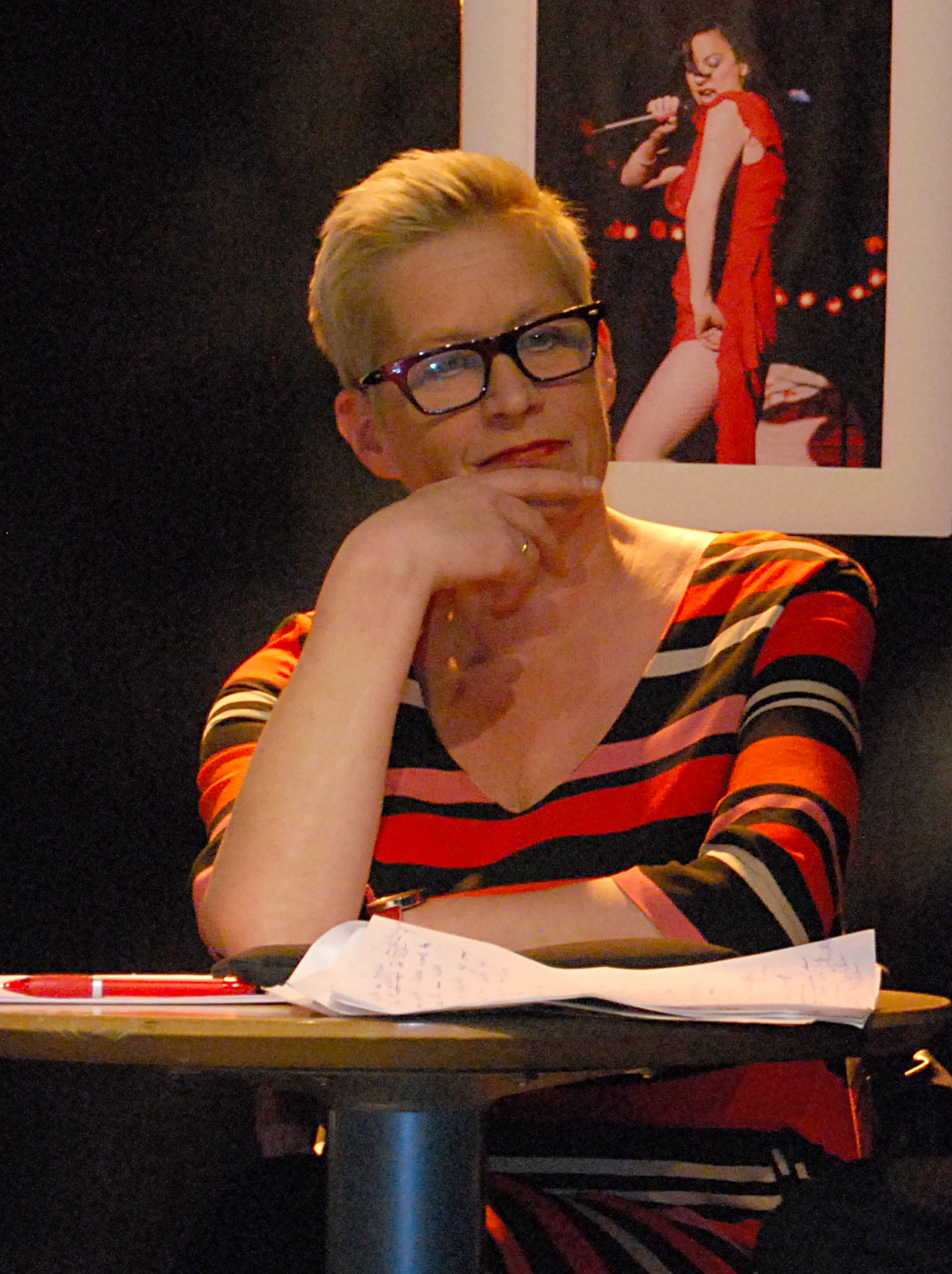
2012年的安妮·阿瑟姆

安妮·阿瑟姆（1962年4月22日—2016年3月30日），是一名挪威的编辑。她出生于挪威波什格伦。1970年代后期，她开始进行新闻编辑事业，并供职于《瓦尔登》。她随后在《Dagen》及《Bergens Arbeiderblad》供职，1988年，任职于挪威广播公司。
2016年3月30日，她因肺癌死于挪威奥斯兰，享年54岁。